# Z4

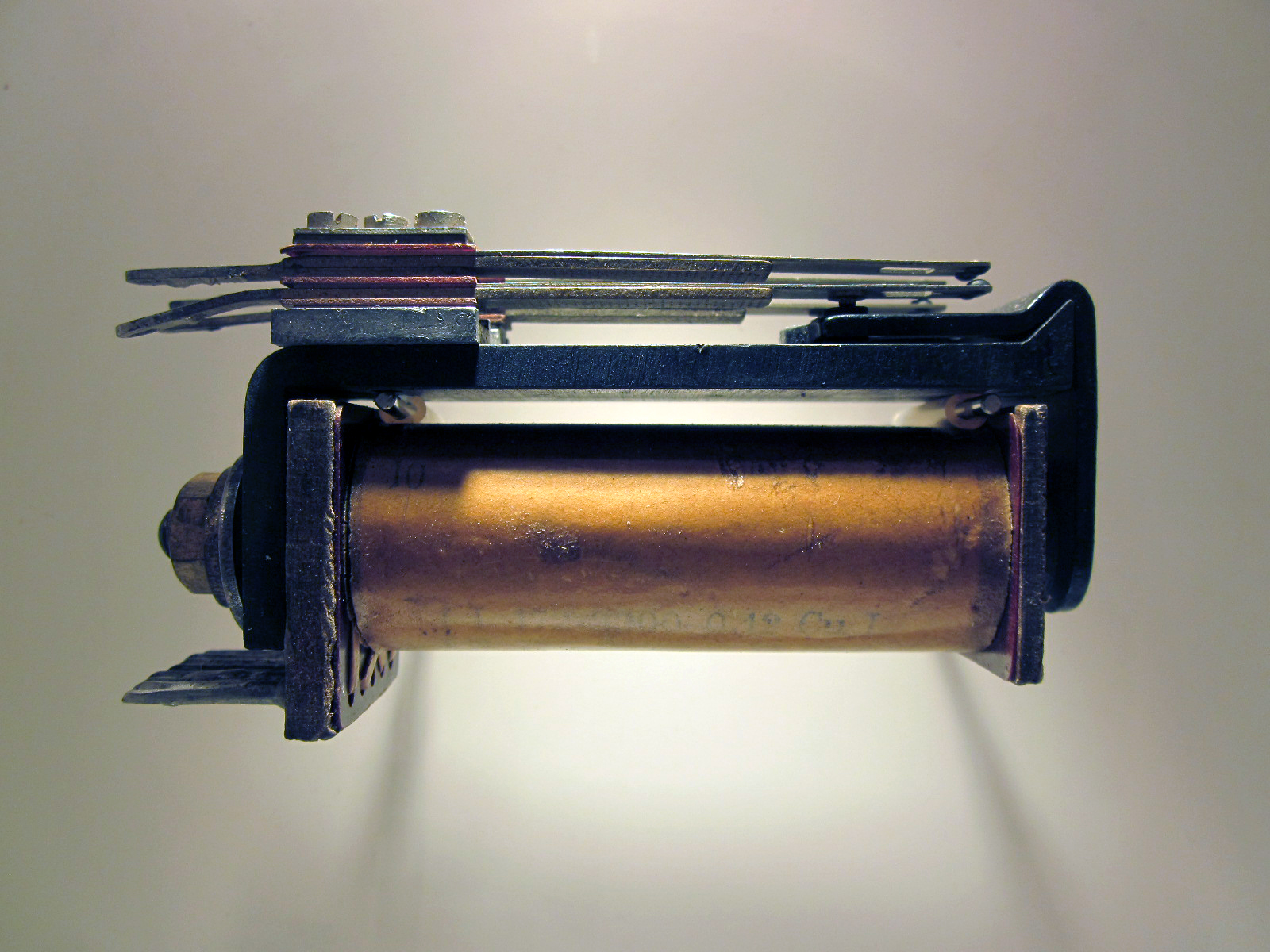
Przekaźnik komputera Z4

Z4 – komputer zerowej generacji zaprojektowany przez niemieckiego inżyniera Konrada Zuse i zbudowany przez jego firmę Zuse KG w 1945 (pierwsze uruchomienie). Po zakończeniu II wojny światowej Zuse kontynuował pracę nad Z4, wprowadzając kolejne ulepszenia. W 1947 umożliwił wprowadzanie stałych z taśmy dziurkowanej. W 1950 roku, gdy został dostarczony do szwajcarskiej uczelni ETH Zürich (Federalna Wyższa Szkoła Techniczna w Zurychu), posiadał już instrukcje warunkowe. W 1955 został sprzedany do Institut Franco-Allemand des Recherches de St. Louis we Francji, gdzie był używany do roku 1959. Był to pierwszy sprzedany na świecie komputer, który wyprzedził o 5 miesięcy brytyjski Ferranti Mark I i o 10 miesięcy maszynę UNIVAC I.
Pierwszy komputer posiadający asembler realizowany przez moduł Planfertigungsteil.
W 1960 Z4 trafił do muzeum techniki (Deutsches Museum) w Monachium.

## Specyfikacja
1. Taktowanie: ok. 40 Hz
2. Średni czas obliczeń: 400 ms dla dodawania
3. Wejście: Liczby dziesiętne za pomocą taśmy dziurkowanej
4. Wyjście: Liczby dziesiętne za pomocą taśmy dziurkowanej
5. Długość słowa maszynowego: 32 bity
6. Ilość elementów: ok. 2500 przekaźników, 21 zestyków
7. Pamięć mechaniczna[1]: 64 słowa maszynowe[6]
8. Pobór energii: około 4 kW